# Phil Tippett

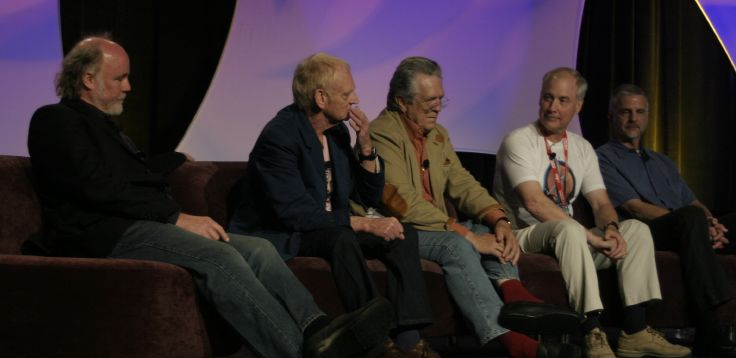
Phil Tippett (esquerra), Robert Watts, Richard Edlund, Ben Burtt i Ken Ralston ennuna xerrada sobre la seva participació en les produccions de La guerra de les galàxies.

Phil Tippett   (Berkeley, 27 de setembre de 1951) és un director de cinema, productor i supervisor d'efectes visuals estatunidenc. Està especialitzat en el disseny de criatures i animació de personatges. Va participar en la supervisió dels dinosaures robòtics utilitzats a Parc Juràssic.

## Biografia
Tippett va néixer el 1951 a Berkeley, Califòrnia. El 1958, amb set anys, va veure el clàssic d'efectes especials de Ray Harryhausen Simbad i la princesa, i això va ser el que va fer decidir sobre la direcció que prendria la seva vida. Phil va obtenir un Bachelor of Arts (un pregrau en art) a la Universitat de Califòrnia a Irvine i va començar a treballar com a animador en l'estudi d'animació Cascade Pictures, a Los Angeles.

## Recorregut professional

### Stop motion
A Cascade Pictures, Tippett va dur a terme els seus primers treballs d'animació usant la tècnica tradicional de l'animació en volum o stop motion, essencialment per a publicitat i anuncis de televisió. El 1975, mentre encara treballava a Cascade Pictures, ell i Jon Berg van ser contractats per George Lucas per integrar la plantilla d'Industrial Light & Magic i realitzar una escena de Star Wars: Episode IV - A New Hope. Es tracta de la seqüència en la qual els personatges jugaven a uns escacs holográfics. Quan Star Wars estava sent estrenada en cinemes, el 1977, Tippett va ser contactat per Joe Dante i Jon Davison per crear les piranyes de la pel·lícula de Roger Corman Piranya (estrenada el 1978, encara que Tippett no apareix en els crèdits de la pel·lícula). Aquell mateix any, 1978, Tippett i Berg van encapçalar el departament d'animació d'ILM per ocupar-se de l'animació stop motion de la pel·lícula Star Wars episodi V: L'Imperi contraataca. Però aquesta vegada, Tippett i Jon Berg van millorar les tècniques d'animació creant una nova variant del stop motion: el Go motion.

### Go motion
Tippett és conegut sobretot en el món dels efectes especials per haver estat el principal inventor de la tècnica d'animació en volum coneguda com a go motion. La va posar a punt en el si de l'empresa per la qual treballava a la fi dels anys 1970, Industrial Light & Magic. Es trata de representar en pantalla, per a la pel·lícula Star Wars episodi V: L'Imperi contraataca, el moviment dels gegantescos vehicles quadrúpedes AT-AT i també el de les criatures de munta anomenades Tauntaun. Durant la realització de l'episodi següent de Star Wars, El retorn del jedi, Tippett va liderar el departament de disseny i de creació de criatures de la pel·lícula (departament al que ILM va anomenar creature shop), treball pel qual se li va concedir el seu primer Oscar. Amb l'èxit del seu treball en les pel·lícules de la saga Star Wars, Tippett va decidir explorar els límits de la tècnica go motion realitzant en 1984 un curtmetratge sobre dinosaures d'uns deu minuts de durada, al que va titular Prehistoric Beast (literalment: «bèstia prehistòrica»). Els efectes especials en go motion d'aquest curt van ser realitzats en el garatge de Tippett, que va ser ajudat en aquesta tasca pels animadors en volum d'ILM Randy Dutra (que va fer els motlles i les pells dels dinosaures) i Tom St. Amand (que va fabricar els endoesquelets articulats metàl·lics dels dinosaures). Amb aquest curtmetratge començava, encara que modestament, la producció de la seva pròpia productora, la Tippett Studio. Aquell mateix any, Tippett Studio va produir l'animació en go motion de les criatures de la pel·lícula Caravan of Courage: An Ewok Adventure. L'any següent els productors Robert Guenette i Steven Paul Mark van sol·licitar al Tippett Studio per a la realització dels dinosaures del documental Dinosaures (una part del metratge de Prehistoric Beast va ser aprofitada per ser inclosa en aquest documental). L'any següent, el 1986, Tippett va guanyar, pel seu treball en el documental Dinosaures, un Premi Primetime Emmy als millors efectes visuals i especials (Primetime Emmy Award for Outstanding Special Visual Effects). Aquell mateix any es va posar a treballar en la que seria la primera pel·lícula els efectes visuals de la qual van ser realitzats pel Tippett Studio: Howard the Duck. A partir de llavors l'estudi de Tippett va seguir aportant seqüències en go motion a les pel·lícules de Hollywood, amb títols tan coneguts com El noi d'or (1986), RoboCop (1987), Willow (1988), Caçafantasmes 2 (1989) o Honey, I Shrunk the Kids (1989).

## Filmografia

### Efectes visuals
- The Crater Lake Monster (constructor de miniatures, no surt als crèdits, 1977)
- Star Wars Episode IV: A New Hope (Stop-motion, 1977)
- Piranha (dissenyador de criatures, animador de criatures i constructor de models, no surt als crèdits, 1978)
- Star Wars episodi V: L'Imperi contraataca (The Empire Strikes Back) (Go motion, 1980)
- Dragonslayer (Go motion, 1981)
- Star Wars episodi VI: El retorn del Jedi (Return of the Jedi) (dissenyador de maquillatges, 1983)
- Indiana Jones i el temple maleït (Indiana Jones and the Temple of Doom) (consultor d'efectes creatius, 1984)
- Prehistoric Beast (go motion, 1984)
- Dinosaur! (go motion, 1985)
- Howard the Duck (go motion: ILM, 1986)
- RoboCop (ED-209 go motion, 1987)
- Willow (seqüència go motion del drac de dos caps, go motion 1988)
- RoboCop 2 (RoboCop 2 seqüències go motion, 1990)
- Parc Juràssic (Jurassic Park) (supervisor dinosaures, 1993)
- Coneheads (animació criatures, 1993)
- Dragonheart (disseny de dracs, 1996)
- Starship Troopers: Les brigades de l'espai (Starship Troopers) (efectes visuals criatures, 1997)
- Evolution (supervisor d'efectes visuals, 2001)
- The Spiderwick Chronicles (supervisió de l'animació, 2008)
- The Twilight Saga: New Moon (supervisor d'efectes visuals, 2009)
- The Twilight Saga: Eclipse (supervisor d'efectes visuals, 2010)
- The Twilight Saga: Breaking Dawn: Part 1 (supervisor d'efectes visuals, 2011)
- The Twilight Saga: Breaking Dawn: Part 2 (supervisor d'efectes visuals, 2012)
- Jurassic World (Consultor de dinosaures, 2015)
- Star Wars episodi VII: El despertar de la força (Star Wars: The Force Awakens)) (escena escacs Millennium Falcon, 2015)
- Jurassic World: El regne caigut (Jurassic World: Fallen Kingdom) (Consultor de dinosaures, 2018)

### Director
- Prehistoric Beast (1984, curt)
- Starship Troopers 2: L'heroi de la Federació (Starship Troopers 2: Hero of the Federation) (2004, telefilm)
- MutantLand (2011,[8]
- Mad God (2013, llargmetratge)